# Ba Xuyên
Ba Xuyên là một tỉnh cũ của Việt Nam Cộng hòa.

## Địa lý
Tỉnh Ba Xuyên năm 1967 có vị trí địa lý:
- Phía đông giáp Sông Hậu
- Phía tây giáp tỉnh Bạc Liêu
- Phía nam giáp Biển Đông
- Phía bắc giáp tỉnh Chương Thiện và tỉnh Phong Dinh.

## Hành chính
Tỉnh Ba Xuyên có thị xã Khánh Hưng và 8 quận: Hòa Tú, Lịch Hội Thượng, Long Phú, Kế Sách, Mỹ Xuyên, Ngã Năm, Thạnh Trị, Thuận Hòa.
| Dân số tỉnh Ba Xuyên năm 1967 | Dân số tỉnh Ba Xuyên năm 1967 | Dân số tỉnh Ba Xuyên năm 1967 |
| Quận                          | Dân số (người)                | Xã                            |
| ----------------------------- | ----------------------------- | ----------------------------- |
| Hòa Tú                        |                               | 4 xã                          |
| Kế Sách                       | 61.721                        | 10 xã                         |
| Long Phú                      | 50.683                        | 12 xã                         |
| Lịch Hội Thượng               | 30.128                        | 4 xã                          |
| Mỹ Xuyên                      | 112.423                       | 8 xã                          |
| Ngã Năm                       |                               | 4 xã                          |
| Thạnh Trị                     | 61.247                        | 6 xã                          |
| Thuận Hòa                     | 57.591                        | 6 xã                          |
| Tổng số                       | 373.793                       | 53 xã                         |

## Lịch sử
Địa bàn tỉnh Ba Xuyên cũ, giai đoạn 1965–1975, hiện nay tương ứng với hầu như toàn bộ diện tích tỉnh Sóc Trăng; ngoại trừ 2 xã Xuân Hòa, Phong Nẫm và thị trấn An Lạc Thôn cùng thuộc huyện Kế Sách (trước năm 1975 thì 3 xã này thuộc địa bàn tỉnh Phong Dinh) và toàn bộ diện tích thị xã Vĩnh Châu (trước năm 1975 là quận Vĩnh Châu thuộc tỉnh Bạc Liêu).
Ngày 22 tháng 10 năm 1956, Tổng thống Việt Nam Cộng hòa Ngô Đình Diệm ban hành Sắc lệnh số 143-NV về việc:
- Thành lập tỉnh Ba Xuyên[3] trên cơ sở tỉnh Bạc Liêu và tỉnh Sóc Trăng trước đó.
- Tỉnh lỵ tỉnh Ba Xuyên đặt tại Sóc Trăng nhưng lúc này lại bị đổi tên là Khánh Hưng, do nằm trong địa phận xã Khánh Hưng thuộc quận Châu Thành (sau đó là quận Mỹ Xuyên).

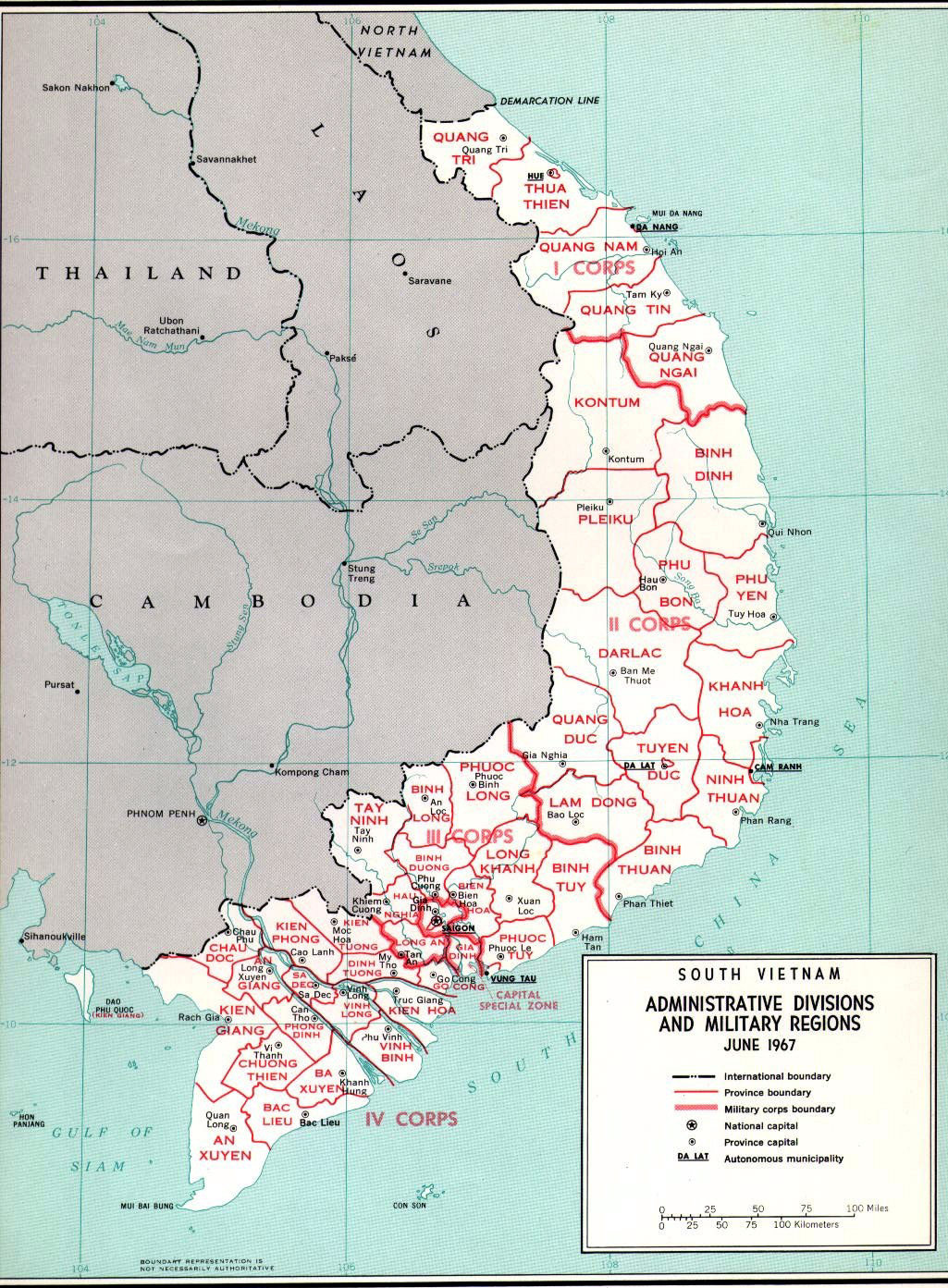
Bản đồ hành chính Việt Nam Cộng hòa năm 1967

Năm 1957, tỉnh Ba Xuyên có 8 quận, 16 tổng, 73 xã. Trong đó, các quận Châu Thành, Thạnh Trị, Long Phú, Bố Thảo, Lịch Hội Thượng trước năm 1956 cùng thuộc tỉnh Sóc Trăng cũ. Riêng 3 quận Giá Rai, Vĩnh Lợi và Phước Long lại cùng thuộc tỉnh Bạc Liêu cũ, đặc biệt địa bàn quận Vĩnh Lợi lúc bấy giờ bao gồm cả quận Vĩnh Châu vừa bị giải thể vốn cũng thuộc tỉnh Bạc Liêu trước đây.
| Đơn vị hành chính tỉnh Ba Xuyên | Đơn vị hành chính tỉnh Ba Xuyên | Đơn vị hành chính tỉnh Ba Xuyên                   | Đơn vị hành chính tỉnh Ba Xuyên | Đơn vị hành chính tỉnh Ba Xuyên | Đơn vị hành chính tỉnh Ba Xuyên |
| STT                             | Quận                            | Tổng                                              | Xã                              | Quận lỵ                         | Ghi chú                         |
| Tổng                            | 8 quận                          | 16 tổng                                           | 73 xã                           | Thị xã Khánh Hưng               | Tỉnh Ba Xuyên                   |
| ------------------------------- | ------------------------------- | ------------------------------------------------- | ------------------------------- | ------------------------------- | ------------------------------- |
| 1                               | Giá Rai                         | Tổng Long Thủy                                    | 4 xã                            | Xã Phong Thạnh                  | Tỉnh Bạc Liêu                   |
| 2                               | Phước Long                      | - Tổng Thanh Bình - Tổng Thanh Yên                | 8 xã                            | Xã Phước Long                   | Tỉnh Bạc Liêu                   |
| 3                               | Vĩnh Lợi                        | - Tổng Thạnh Hòa - Tổng Thạnh Hưng                | 9 xã                            | Xã Vĩnh Lợi                     | Tỉnh Bạc Liêu                   |
| 4                               | Châu Thành                      | - Tổng Nhiêu Khánh - Tổng Nhiêu Hòa               | 12 xã                           | Xã Mỹ Xuyên                     | Tỉnh Sóc Trăng                  |
| 5                               | Bố Thảo                         | - Tổng Thuận Mỹ - Tổng Thuận Phú                  | 8 xã                            | - Xã Thuận Hòa - Xã Thuận Phú   | Tỉnh Sóc Trăng                  |
| 6                               | Lịch Hội Thượng                 | - Tổng Định Chí - Tổng Định Phước                 | 8 xã                            | Xã Lịch Hội Thượng              | Tỉnh Sóc Trăng                  |
| 7                               | Long Phú                        | - Tổng Định Hòa - Tổng Định Mỹ                    | 12 xã                           | Xã Long Phú                     | Tỉnh Sóc Trăng                  |
| 8                               | Thạnh Trị                       | - Tổng Thạnh An - Tổng Thạnh Lộc - Tổng Thạnh Lợi | 12 xã                           | Xã Thạnh Trị                    | Tỉnh Sóc Trăng                  |

Ngày 23 tháng 2 năm 1957, tỉnh Ba Xuyên giao quận Kế Sách cho tỉnh Phong Dinh (tức tỉnh Cần Thơ trước đó) quản lý.
Ngày 16 tháng 9 năm 1958, tỉnh Ba Xuyên nhận lại quận Kế Sách từ tỉnh Phong Dinh. Quận Kế Sách trở lại thuộc tỉnh Ba Xuyên cho đến năm 1975.
Ngày 13 tháng 1 năm 1958, Bộ Nội vụ Việt Nam Cộng hòa ban hành Nghị định số 9-BNV/NC/NĐ về việc:
- Ấn định các đơn vị hành chánh của tỉnh Ba Xuyên gồm 7 quận, 14 tổng, 68 xã.
- Đổi tên quận Châu Thành thành quận Mỹ Xuyên.
- Đổi tên quận Bố Thảo thành quận Thuận Hòa
- Giải thể quận Lịch Hội Thượng.
- Quận Thạnh Trị giải thể tổng Thạnh Lợi.
- Thành lập tổng Định Phước thuộc quận Long Phú.
- Quận Mỹ Xuyên có 2 tổng, 9 xã:
  - Tổng Nhiêu Khánh có 4 xã: Khánh Hưng, Mỹ Xuyên, Tài Văn, Thạnh Thới An.
  - Tổng Nhiêu Hòa có 5 xã: Đại Tâm, Tham Đôn, Thạnh Phú, Phú Mỹ, Hòa Tú.
- Quận Thạnh Trị có 2 tổng, 10 xã:
  - Tổng Thạnh An có 5 xã: Thạnh Trị, Châu Hưng, Châu Thới, Thạnh Kiết, Gia Hòa.
  - Tổng Thạnh Lộc có 5 xã: Vĩnh Lợi, Mỹ Quới, Vĩnh Quới, Tuân Tức, Tân Long.
- Quận Long Phú có 3 tổng, 17 xã:
  - Tổng Định Mỹ có 5 xã: Long Phú, Tân Hưng, Đại Ân, Tân Thạnh, An Thạnh Nhì.
  - Tổng Định Phước có 4 xã: Lịch Hội Thượng, Trung Bình, Viên An, Liêu Tú.
  - Tổng Định Hòa có 8 xã: Châu Khánh, An Thạnh Nhứt, Đại Ngãi, Long Đức, Phú Hữu, Hậu Thạnh, Song Phụng, Trường Khánh.
- Quận Thuận Hòa có 2 tổng, 9 xã:
  - Tổng Thuận Mỹ có 5 xã: Thuận Hòa, Mỹ Hương, Thuận Hưng, Phú Tâm, An Ninh.
  - Tổng Thuận Phú có 4 xã: Mỹ Phước, Mỹ Tú, Phương Long, Mỹ Hưng.
- Quận Vĩnh Lợi có 2 tổng, 10 xã: 
  - Tổng Thạnh Hòa có 5 xã: Vĩnh Lợi, Long Thạnh, Hòa Bình, Hưng Hội, Vĩnh Trạch.
  - Tổng Thạnh Hưng có 5 xã: Vĩnh Châu, Vĩnh Phước, Lai Hòa, Lạc Hòa, Khánh Hòa.
- Quận Giá Rai có 1 tổng là Long Thủy và 4 xã: Phong Thạnh, Long Điền, An Trạch, Vĩnh Mỹ.
- Quận Phước Long gồm 2 tổng, 9 xã:
  - Tổng Thanh Bình có 5 xã: Phước Long, Vĩnh Phú, Ninh Hòa, Ninh Quới, Vĩnh Hưng.
  - Tổng Thanh Yên có 4 xã: Phong Thạnh Tây, Ninh Thạnh Lợi, Lộc Ninh, Vĩnh Lộc.

Ngày 5 tháng 12 năm 1960, tái lập quận Vĩnh Châu trên cơ sở tổng Thạnh Hưng của quận Vĩnh Lợi và quận lỵ đặt tại xã Vĩnh Châu.
Ngày 16 tháng 6 năm 1961, chuyển quận lỵ Thạnh Trị đến chợ Ngã Năm và chuyển quận lỵ Mỹ Xuyên đến xã Hòa Tú.
Ngày 3 tháng 1 năm 1962, toàn bộ quận Phước Long và một phần nhỏ quận Thạnh Trị được cắt chuyển về tỉnh Chương Thiện mới được thành lập.
Ngày 27 tháng 8 năm 1962, chuyển quận lỵ Mỹ Xuyên về Bãi Xàu, quận lỵ được gọi là Trang Kỉnh.
Ngày 8 tháng 9 năm 1964, chính quyền Việt Nam Cộng hòa ban hành Quyết định về việc tách một phần tỉnh Ba Xuyên để tái lập tỉnh Bạc Liêu. Tỉnh Bạc Liêu khi đó gồm 4 quận: Vĩnh Lợi, Vĩnh Châu, Giá Rai, Phước Long. Phần đất còn lại tương ứng với tỉnh Sóc Trăng trước năm 1956, tuy nhiên Việt Nam Cộng hòa vẫn giữ tên gọi tỉnh Ba Xuyên cho vùng đất này đến năm 1975.
Sau năm 1965, các tổng đều bị giải thể.
Ngày 11 tháng 12 năm 1965, tái lập quận Lịch Hội Thượng trên cơ sở một phần của quận Long Phú, quận lỵ đặt tại xã Lịch Hội Thượng.
Ngày 26 tháng 3 năm 1966, chuyển quận lỵ Thuận Hòa đến Ngã Tư chợ Mỹ Tú đến xã Mỹ Hương.
Ngày 23 tháng 4 năm 1968, một phần đất quận Kế Sách được cắt chuyển về quận Phong Thuận (mới lập) thuộc tỉnh Phong Dinh. Quận lỵ quận Phong Thuận đặt tại Cái Côn thuộc xã An Lạc Thôn.
Ngày 6 tháng 5 năm 1968, chuyển quận lỵ Thạnh Trị đến chợ Ngã Năm thuộc xã Vĩnh Quới đến Phú Lộc thuộc xã Thạnh Trị.
Ngày 11 tháng 7 năm 1968, thành lập quận Hòa Tú trên cơ sở một phần của quận Mỹ Xuyên và quận Thạnh Trị, quận lỵ đặt tại xã Hòa Tú.
Ngày 16 tháng 6 năm 1969, thành lập quận Ngã Năm trên cơ sở một phần của quận Thạnh Trị và quận lỵ đặt tại Ngã Năm thuộc xã Vĩnh Quới.
Năm 1970, tỉnh Ba Xuyên có:
- Quận Hòa Tú gồm 2 xã: Gia Hòa, Hòa Tú.
- Quận Lịch Hội Thượng gồm 4 xã: Lịch Hội Thượng, Liêu Tú, Trung Bình, Viên An.
- Quận Long Phú gồm 13 xã: An Thạnh Nhứt, An Thạnh Nhì, Châu Khánh, Đại Ân, Đại Ngãi, Hậu Thạnh, Long Đức, Long Phú, Phú Hữu, Song Phụng, Tân Hưng, Tân Thanh, Trường Khánh.
- Quận Mỹ Xuyên gồm 8 xã: Đại Tâm, Khánh Hưng, Mỹ Xuyên, Phú Mỹ, Tài Văn, Tham Đôn, Thạnh Phú, Thạnh Thới An.
- Quận Ngã Năm gồm 5 xã: Mỹ Qưới, Tân Long, Vĩnh Lợi, Vĩnh Qưới, Vĩnh Tân.
- Quận Kế Sách gồm 9 xã: An Mỹ, An Lạc Tây, Ba Trinh, Đại Hải, Kế An, Nhơn Mỹ, Phú Tâm, Thới An Hội, Thuận Hòa.
- Quận Thạnh Trị gồm 4 xã: Châu Hưng, Thạnh Kiết, Thạnh Trị, Tuân Tức.
- Quận Thuận Hòa gồm 5 xã: An Ninh, Long Hưng, Mỹ Hương, Mỹ Phước, Mỹ Thuận.

Năm 1971, tỉnh Ba Xuyên có dân số là 414.981 người.
Năm 1972, tỉnh Ba Xuyên có:
- Quận Hòa Tú gồm 4 xã: Hòa Mỹ, Hòa Thạnh, Hòa Tú, Hòa Vân.
- Quận Lịch Hội Thượng gồm 4 xã: Lịch Hội Thượng, Liêu Tú, Trung Bình, Viên An.
- Quận Long Phú gồm 12 xã: An Thạnh Nhứt, An Thạnh Nhì, Châu Khánh, Đại Ân, Đại Ngãi, Hậu Thạnh, Long Đức, Long Phú, Phú Hữu, Tân Hưng, Tân Thanh, Trường Khánh.
- Quận Mỹ Xuyên gồm 8 xã: Đại Tâm, Khánh Hưng, Mỹ Xuyên, Phú Mỹ, Tài Văn, Tham Đôn, Thạnh Phú, Thạnh Thới An.
- Quận Ngã Năm gồm 4 xã: Mỹ Quới, Tân Long, Vĩnh Quới, Vĩnh Tân.
- Quận Kế Sách gồm 10 xã: An Mỹ, An Lạc Tây, Ba Trinh, Đại Hải, Kế An, Nhơn Mỹ, Phú Tâm, Song Phụng, Thới An Hội, Thuận Hòa.
- Quận Thạnh Trị gồm 6 xã: Châu Hưng, Gia Hòa, Thạnh Kiết, Thạnh Trị, Tuân Tức, Vĩnh Lợi.
- Quận Thuận Hòa gồm 6 xã: An Ninh, Long Hưng, Mỹ Hương, Mỹ Phước, Mỹ Thuận, Mỹ Tú.

Năm 1973, tỉnh Ba Xuyên gồm 8 quận: Mỹ Xuyên, Thuận Hòa, Long Phú, Thạnh Trị, Kế Sách, Ngã Năm, Lịch Hội Thượng, Hòa Tú.
Tuy nhiên, chính quyền Mặt trận Dân tộc Giải phóng Miền Nam Việt Nam và sau này là Chính phủ Cách mạng lâm thời Cộng hòa Miền Nam Việt Nam cùng với Việt Nam Dân chủ Cộng hòa không công nhận tên gọi tỉnh Ba Xuyên mà vẫn gọi theo tên cũ là tỉnh Sóc Trăng.
Ngày 20 tháng 9 năm 1975, Bộ Chính trị ban hành Nghị quyết số 245-NQ/TW về việc hợp nhất tỉnh Cần Thơ, tỉnh Sóc Trăng, tỉnh Vĩnh Long, tỉnh Trà Vinh thành một tỉnh, tên gọi tỉnh mới cùng với nơi đặt tỉnh lỵ sẽ do địa phương đề nghị lên.
Ngày 20 tháng 12 năm 1975, Bộ Chính trị ban hành Nghị quyết số 19/NQ về việc hợp nhất tỉnh Cần Thơ (gồm cả huyện Thốt Nốt của tỉnh Long Xuyên) và tỉnh Sóc Trăng thành một tỉnh, tên gọi tỉnh mới cùng với nơi đặt tỉnh lỵ sẽ do địa phương đề nghị lên.
Ngày 24 tháng 2 năm 1976, Chính phủ Cách mạng lâm thời Cộng hòa miền Nam Việt Nam ban hành Nghị định số 3/NQ/1976 về việc hợp nhất tỉnh Cần Thơ, tỉnh Sóc Trăng và thành phố Cần Thơ thành một tỉnh, lấy tên là tỉnh Hậu Giang.
Ngày 24 tháng 3 năm 1976, Chính phủ ban hành Quyết định số 17/QĐ-76 về việc hợp nhất ba vị hành chính cấp tỉnh ngang bằng nhau là tỉnh Cần Thơ, tỉnh Sóc Trăng và thành phố Cần Thơ thành một tỉnh mới, lấy tên là tỉnh Hậu Giang.
Ngày 26 tháng 12 năm 1991, Quốc hội ban hành Nghị quyết về việc chia tỉnh Hậu Giang thành tỉnh Cần Thơ và tỉnh Sóc Trăng.